# Фехнер, Густав Теодор
Густав Теодор Фехнер (нем. Gustav Theodor Fechner [ˈfɛçnɐ]; 19 апреля 1801, Гросс-Зерхен, Бранденбург, Пруссия, Священная Римская империя — 18 ноября 1887, Лейпциг, Саксония, Германская империя) — немецкий психолог, один из первых экспериментальных психологов, основоположник психофизиологии и психофизики. Его взгляды оказали влияние на многих учёных и философов XX века, в том числе: Герардуса Хейманса, Эрнста Маха, Вильгельма Вундта, Зигмунда Фрейда и Стенли Холла.
Фехнера считают создателем формулы Вебера — Фехнера, указывающей на наличие связи между телом и психикой.
В «Элементах психофизики» предложил путь как можно проследить связь величины физического стимула с величинами психических процессов, рассматривая это как решение проблемы дуализма «психика-тело».

## Биография
Родился 19 апреля 1801 в городке Гросс-Зерхен близ Бад-Мускау, в нижнем Лаузице (ныне польский город Жарки-Вельке в гмине Тшебель, Любуское воеводство Польши), где его отец служил священником (пастором). По мнению одних биографов, несмотря на то, что Густав воспитывался религиозной семье, впоследствии он стал атеистом, тогда как другие считают, что Фехнер оставался верующим всю жизнь, однако в итоге сконструировав собственную религию из  христианства и язычества. Получил образование в Сорау и Дрездене и в Университете в Лейпциге, где слушал физиологию у Эрнста Генриха Вебера и математику у Карла Брандана Моллвейде. В Лейпциге Фехнер и провел всю оставшуюся жизнь.
В 1834 году он был утвержден на должность профессора физики, но в 1839 году, изучая цветовой и зрительный феномены, повредил глаз (глядя на Солнце) и по причине сильных страданий ушел в отставку. Позже, оправившись от болезни, он вернулся к изучению психики и её связи с телом и читал публичные лекции по темам, которые затрагивал в своих книгах.

## Интересные факты
Фехнер был убеждённым идеалистом (последователем Шеллинга) и объективные законы психических явлений открывал (в противовес абсолютному большинству современников) для обоснования научного статуса за «светлой» «духовной» реальностью, которая, по его мнению, имеет приоритет над «теневой» материальной. Он считал одушевленными даже небесные тела.

## Память
В 1970 году Международный астрономический союз присвоил имя Фехнера кратеру на обратной стороне Луны.

## Сочинения
- Предпосылка к теории организмов, общая («Advances in the general theory of organisms») (1823).
- (Dr. Mises) Stapelia mixta (1824). Internet Archive (Harvard)
- Результаты проведенных анализов растений («Results of plant analyses undertaken to date») (1829). Internet Archive (Stanford)
- Измерения на гальванической цепи (1831).
- (Dr. Mises) Защитные средства от холеры («Protective equipment for cholera») (1832). Google (Harvard) — Google (UWisc)
- Репертуар экспериментальной физики (1832). 3 volumes.
  - Volume 1. Internet Archive (NYPL) — Internet Archive (Oxford)
  - Volume 2. Internet Archive (NYPL) — Internet Archive (Oxford)
  - Volume 3. Internet Archive (NYPL) — Internet Archive (Oxford)
- (ed.) Домашняя лексика. Полный справочник практических жизненных навыков для всех классов (1834-38). 8 volumes.
- Маленькая книжка о жизни после смерти (1836). 6th ed., 1906. Internet Archive (Harvard) — Internet Archive (NYPL)
  - (in English) On Life After Death (1882). Google (Oxford) — IA (UToronto) 2nd ed., 1906. Internet Archive (UMich) 3rd ed., 1914. IA (UIllinois)
  - (in English) The Little Book of Life After Death (1904). IA (UToronto) 1905, Internet Archive (UCal) — IA (Ucal) — IA (UToronto)
  - Жизнь после смерти. — Петроград: Новый Человек, 1915. — 67 с.
- (Dr. Mises) Стихи (1841). Internet Archive (Oxford)
- О высшем Благе («Concerning the Highest Good») (1846). Internet Archive (Stanford)
- (Dr. Mises) Нанна или о душевной жизни растений (1848). 2nd ed., 1899. 3rd ed., 1903. Internet Archive (UMich) 4th ed., 1908. Internet Archive (Harvard)
- Зенд-Авеста или о небесных вещах и за его пределами (1851). 3 volumes. 3rd ed., 1906. Google (Harvard)
- О физической и философской теории Атомов (1855). 2nd ed., 1864. Internet Archive (Stanford)
- Профессор Шлейден и Луна (1856). Google (UMich)
- Элементы психофизики (1860). 2 volumes. Volume 1. Google (ULausanne) Volume 2. Internet Archive (NYPL)
- О вопросе души («О Душе») (1861). Internet Archive (NYPL) — Internet Archive (UCal) — Internet Archive (UMich) 2nd ed., 1907. Google (Harvard)
- Три мотива и три причины Веры («The three motives and reasons of faith») (1863). Google (Harvard) — Internet Archive (NYPL)
- Некоторые идеи по истории создания и эволюции Организмов (1873). Internet Archive (UMich)
- (Dr. Mises) Kleine Schriften (1875). Internet Archive (UMich)
- Воспоминание о последних учениях Odlehre und ihres Urhebers (1876). Google (Harvard)
- Дошкольное учреждение эстетики (1876). 2 Volumes. Internet Archive (Harvard)
- По вопросам Психофизики(1877). Internet Archive (Stanford)
- Дневной вид против ночного (1879). Google (Oxford) 2nd ed., 1904. Internet Archive (Stanford)
- Пересмотр основных положений Психофизики (1882). Internet Archive (Harvard)
- Коллективное измерение (1897). Internet Archive (NYPL)